# Ángela Cenarro Lagunas
 (mai 2025).
La mise en forme du texte ne suit pas les recommandations de Wikipédia : il faut le « wikifier ».
Les points d'amélioration suivants sont les cas les plus fréquents. Le détail des points à revoir est peut-être précisé sur la page de discussion.
- Les titres sont pré-formatés par le logiciel. Ils ne sont ni en capitales, ni en gras.
- Le texte ne doit pas être écrit en capitales (les noms de famille non plus), ni en gras, ni en italique, ni en « petit »…
- Le gras n'est utilisé que pour surligner le titre de l'article dans l'introduction, une seule fois.
- L'italique est rarement utilisé : mots en langue étrangère, titres d'œuvres, noms de bateaux, etc.
- Les citations ne sont pas en italique mais en corps de texte normal. Elles sont entourées par des guillemets français : « et ».
- Les listes à puces sont à éviter, des paragraphes rédigés étant largement préférés. Les tableaux sont à réserver à la présentation de données structurées (résultats, etc.).
- Les appels de note de bas de page (petits chiffres en exposant, introduits par l'outil «  Source ») sont à placer entre la fin de phrase et le point final[comme ça].
- Les liens internes (vers d'autres articles de Wikipédia) sont à choisir avec parcimonie. Créez des liens vers des articles approfondissant le sujet. Les termes génériques sans rapport avec le sujet sont à éviter, ainsi que les répétitions de liens vers un même terme.
- Les liens externes sont à placer uniquement dans une section « Liens externes », à la fin de l'article. Ces liens sont à choisir avec parcimonie suivant les règles définies. Si un lien sert de source à l'article, son insertion dans le texte est à faire par les notes de bas de page.
- La présentation des références doit suivre les conventions bibliographiques. Il est recommandé d'utiliser les modèles {{Ouvrage}}, {{Chapitre}}, {{Article}}, {{Lien web}} et/ou {{Bibliographie}}. Le mode d'édition visuel peut mettre en forme automatiquement les références.
- Insérer une infobox (cadre d'informations à droite) n'est pas obligatoire pour parachever la mise en page.

Pour une aide détaillée, merci de consulter Aide:Wikification.
Si vous pensez que ces points ont été résolus, vous pouvez retirer ce bandeau et améliorer la mise en forme d'un autre article.
Ángela Cenarro Lagunes  (Saragosse, 1965) est une féministe et historienne espagnole, spécialisée sur la représentation des femmes durant la période contemporaine.
Elle participe notamment aux conférences Répression des femmes organisé par l'association pour la défense de la Mémoire démocratique historique (association qui œuvre notamment au souvenir des massacres du Franquisme), Les femmes dans les conflits armées ou encore Le rôle de la femme au sein du mouvement Falangiste et le Franquisme,.
Elle est professeure au sein du département d'Histoire moderne et contemporaine de l'Université de Saragosse. Elle est autrice de divers travaux sur la Guerre civile espagnole au sein de revues comme Histoira social, Recerques, Historia y Política, European History Quarterly y History & Memory, la répression franquiste et l'après-guerre en Aragon. Elle publie divers articles sur les historiens hispaniques anglo-américains, les multiples formes de violence et de résistance dans l'après-guerre, ainsi que sur la mémoire de la guerre civile.
Ángela Cenarro effectue plusieurs séjours de recherche à la London School of Economics et au Remarque Institute de l'Université de New York en centrant sa recherche ces dernières années sur la politique sociale franquiste et l'action des femmes phalangistes.
Le résultat de ces travaux sont publiés dans l'ouvrage La sonrisa de Falange. Auxilio Social en la guerra civil y la posguerra y Los niños del Auxilio Social.
Elle écrit avec l'historien Julián Casanova Pagar las culpas. La represión económica en Aragón (1936-1945).

## Publications

### Articles
- Benitez-Amaro, A.; Garcia, E.; La Chica Lhoëst, M.T.; Martínez, A.; Borràs, C.; Tondo, M.; Céspedes, M.V.; Caruana, P.; Pepe, A.; Bochicchio, B.; Cenarro, A.; Civeira, F.; Prades, R.; Escola-Gil, J.C.; Llorente-Cortés, V. Targeting LDL aggregation decreases atherosclerotic lipid burden in a humanized mouse model of familial hypercholesterolemia: Crucial role of ApoB100 conformational stabilization. ATHEROSCLEROSIS. 2024. DOI: 10.1016/j.atherosclerosis.2024.118630
- Cenarro Lagunas, María Ángela. Motherhood and childcare. HISTOREIN. 2024. DOI: 10.12681/historein.32598
- Cenarro, Ángela. ‘The Falange Changed Our Way of Being Completely’: Women and Gender Identity in Spanish Fascism. EUROPEAN HISTORY QUARTERLY. 2023. DOI: 10.1177/02656914231165601
- Cenarro, A.; Masarah, E. Historia y memorias de la posguerra. Paracuellos y el recuerdo del Auxilio Social. CAHIERS DE CIVILISATION ESPAGNOLE CONTEMPORAINE. 2020. DOI: 10.4000/ccec.9262
- Cenarro, A. La falange es un modo de ser (mujer): Discursos e identidades de género en las publicaciones de la sección femenina (1938-1945). HISTORIA Y POLITICA. 2017. DOI: 10.18042/hp.37.04
- Cenarro, Á. Identidades de género en el catolicismo, el falangismo y la dictadura de Franco (presentación). HISTORIA Y POLITICA. 2017. DOI: 10.18042/hp.37.01
- Cenarro Lagunas, María Ángela. Presentación. Género y ciudadanía en el Franquismo. AYER. 2016
- Cenarro Lagunas, María Ángela. Entre el maternalismo y el pronatalismo. El Seguro de Maternidad en los orígenes de la Dictadura de Franco, 1938-1942. AYER. 2016
- Cenarro,A. Memories of repression and resistance: Narratives of children institutionalized by auxilio social in postwar spain. HISTORY AND MEMORY. 2014. DOI: 10.1353/ham.0.0012
- Cenarro, A. The Falangist Welfare Service (1936-1940): Between total war and the Franco New State. BULLETIN OF SPANISH STUDIES (2002). 2014. DOI: 10.1080/14753820.2013.868649
- Cenarro,A. Miradas y debates sobre la violencia franquista. AYER. 2013
- Martin-Fuentes,P.;Artieda,M.;Recalde,D.;Garcia-Otin,A. L.;Jarauta,E.;Cenarro,A.;Civeira,F. Tendon xanthomas in familial hypercholesterolemia are associated with a pro-inflammatory cytokines profile in macrophages to oxidized LDL. ATHEROSCLEROSIS SUPPLEMENTS. 2006
- Cenarro,Ángela. Movilización femenina para la guerra total (1936-1939). Un ejercicio comparativo. HISTORIA Y POLITICA. 2006
- Cenarro Lagunas, A. Pronatalisme, reeducació i disciplina: els projectes mèdics i pedagògics a Auxilio Social (1937-1940). RECERQUES (BARCELONA). 2005
- Cenarro Lagunas, A. Los efectos de la "redención" y la "regeneración". TRÉBEDE (ZARAGOZA). 2003
- Cenarro, Angela. Los días de la "Nueva España" entre la "revolución nacional" y el peso de la tradición. AYER. 2003
- Cenarro Lagunas, A. Matar, vigilar y delatar: La quiebra de la sociedad civil durante la guerra y la posguerra en España (1936-1948). HISTORIA SOCIAL. 2002
- Cenarro Lagunas, A. La aniquilación de la II República. TRÉBEDE (ZARAGOZA). 2001
- Cenarro Lagunas, A. Tradición y renovación: los historiadores británicos ante la España contemporánea. HISTORIA CONTEMPORÁNEA. 2000
- Acton, S.;Osgood, D.;Donoghue, M.;Corella, D.;Pocovi, M.;Cenarro, A.;Mozas, P.;Keilty, J.;Squazzo, S.;Woolf, E. A.;Ordovas, J. M. Association of polymorphisms at the SR-BI gene locus with plasma lipid levels and body mass index in a white population. ARTERIOSCLEROSIS, THROMBOSIS, AND VASCULAR BIOLOGY. 1999
- Cenarro Lagunas, A. Muerte y subordinación en la España franquista: El imperio de la violencia como base del "nuevo estado". HISTORIA SOCIAL. 1998
- Cenarro, A.;Recalde, D.;Anibarro, C.;Albajar, M.;Martin, I.;Pocovi, M.;Rodriguez-Rey, J. C. Polymorphisms in the human apolipoprotein aiv gene detected by PCR and SSCP/heteroduplex analysis. MOLECULAR AND CELLULAR PROBES. 1998
- Cenarro, Angela. Elite, party, Church. Pillars of the Francoist 'New State' in Aragon, 1936-1945. EUROPEAN HISTORY QUARTERLY. 1998
- Cenarro Lagunas, A. Los "Inolvidables recuerdos" de Pascual Noguera: república, guerra y represión en Teruel. JOURNAL OF INTERNATIONAL MANAGEMENT. 1997
- Cenarro Lagunas, A. La reina de la Hispanidad: fascismo y nacionalcatolicismo en Zaragoza 1939-1945. REVISTA DE HISTORIA JERÓNIMO ZURITA. 1997
- Cenarro Lagunas, A. Dels viatges en calessa a l'Acadèmia. Orígens i consolidació de la historiografia angloamericana sobre l'Espanya contemporánia. EL CONTEMPORANI (CATARROJA). 1997
- Cenarro, Angela. ELITES, PARTIDO, IGLESIA. EL REGIMEN FRANQUISTA EN ARAGON, 1936-1945. STUDIA HISTORICA. HA CONTEMPORÁNEA. 1995
- Cenarro Lagunas, A. Los riesgos de la democracia: fascismo y neofascismo. HISTORIA SOCIAL. 1995

### Ouvrages
- Julián Casanova y Ángela Cenarro (eds.). Pagar las culpas: la represión económica en Aragón (1936-1945). 2014
- Ángela Cenarro, Régine Illion (eds.). Feminismos: contribuciones desde la historia. 2014
- Angela Cenarro. Los niños del Auxilio Social. 2009
- [introducción de Miguel Ángel Ruiz Carnicer ; textos de Ángela Cenarro ... et al.] ; dirección científica, Ángela Cenarro, José Luis Ledesma, José María Maldonado. Una larga posguerra. 2006
- [introducción de Ángela Cenarro ; textos de Iván Heredia ... et al.] ; dirección científica, Ángela Cenarro, José Luis Ledesma, José María Maldonado. El final de la guerra en Aragón. 2006
- [introducción de Ángela Cenarro ; textos de Iván Heredia Urzáiz ... et al.]. Contrarrevolución y revolución: dos proyectos políticos y sociales enfrentados. 2006
- Angela Cenarro. La sonrisa de Falange: Auxilio Social en la Guerra Civil y en la posguerra. 2005
- por Julián Casanova ... [et al.]. El pasado oculto: fascismo y violencia en Aragón (1936-1939). 2001
- por Julián Casanova ... [et al.]. El pasado oculto: fascismo y violencia en Aragón (1936-1939). 1999
- Ángela Cenarro Lagunas. Cruzados y camisas azules: Los orígenes del franquismo en Aragón, 1936-1945. 1997
- Ángela Cenarro Lagunas. El fin de la esperanza: fascismo y guerra civil en la provincia de Teruel (1936-1939). 1996
- por Julián Casanova ... [et al.]. El pasado oculto: fascismo y violencia en Aragón (1936-1939). 1992